# Alicularia flexuosa
Alicularia flexuosa là một loài rêu tản trong họ Jungermanniaceae. Loài này được (Lehm.) Nees miêu tả khoa học lần đầu tiên năm 1844.